# Rubus questieri
Rubus questieri är en rosväxtart som beskrevs av P. J. Müll. och Lefévre. Rubus questieri ingår i släktet rubusar, och familjen rosväxter.

## Underarter
Arten delas in i följande underarter:
- R. q. elongatispinus
- R. q. calvifolius
- R. q. opertus
- R. q. victoris
- R. q. amplilorens
- R. q. acutifolius
- R. q. fallax
- R. q. pyrenaicus
- R. q. fagicola
- R. q. brevistamineus
- R. q. megalodon
- R. q. quercetorum
- R. q. ampliflorens
- R. q. stenoacanthus
- R. q. amblypetalus
- R. q. sparsipilus
- R. q. borsodensis
- R. q. interpolatus
- R. q. tomentosus
- R. q. stenoacanthiformis
- R. q. similis
- R. q. carbunarensis